# La Providencia Siglo XXI
La Providencia Siglo XXI är en ort i Mexiko.   Den ligger i kommunen Mineral de la Reforma och delstaten Hidalgo, i den sydöstra delen av landet, 80 km nordost om huvudstaden Mexico City. La Providencia Siglo XXI ligger 2 391 meter över havet och antalet invånare är 16 747.
Terrängen runt La Providencia Siglo XXI är platt åt sydväst, men åt nordost är den kuperad. Runt La Providencia Siglo XXI är det mycket tätbefolkat, med 1 135 invånare per kvadratkilometer. Närmaste större samhälle är Pachuca de Soto, 6,1 km norr om La Providencia Siglo XXI. Omgivningarna runt La Providencia Siglo XXI är i huvudsak ett öppet busklandskap.